# Tinière
La Tinière est une rivière des Préalpes vaudoises située dans le canton de Vaud en Suisse.

## Géographie
Située entièrement sur le territoire de la commune de Villeneuve, la rivière prend sa source sous le col de Chaude à une altitude de 1 565 m. La rivière descend en direction du Léman. Au lieu-dit de la Chevaleyre, situé à une altitude de 801 m la Tinière est rejoint par le Chapuiso. De là, elle continue sa descente et passe sous l'autoroute A9 puis la ligne du Simplon et finit par se jeter dans le Léman juste au nord de la gare de Villeneuve.

## Faune
En 2012, l'inspection de la pêche du canton de Vaud n'a relevé la capture d'aucun poisson.